# 1974년 유고슬라비아 헌법

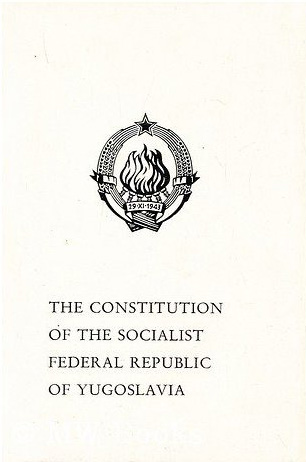
1974년 헌법

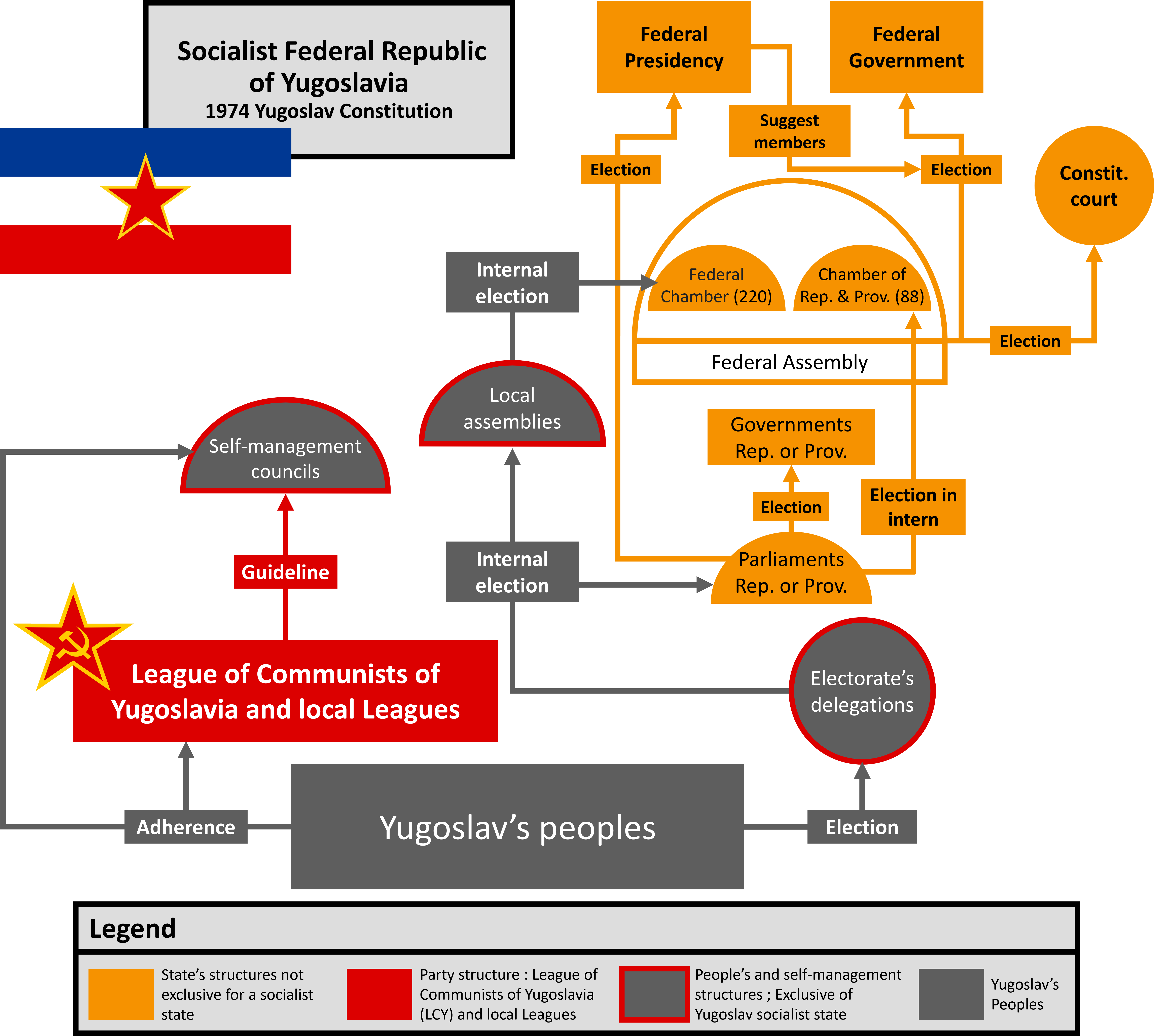
1974년 헌법에 따른 유고슬라비아의 정치 체제

1974년 유고슬라비아 헌법은 유고슬라비아 사회주의 연방공화국의 네 번째이자 마지막 헌법이었다. 이 헌법은 1974년 2월 21일에 발효되었다.
1974년 헌법은 406개의 기본 조항으로 구성되어 있으며, 세계에서 가장 긴 헌법 중 하나였다. 이 헌법은 국가의 간섭으로부터 자주 관리 제도를 보호하고, 모든 선거 및 정책 포럼에서 공화국과 자치주의 대표성을 확대하는 내용을 담고 있었다. 헌법은 개편된 연방 의회를 자주 관리 제도의 최고 표현이라고 규정하였다. 따라서, 이 헌법은 지역 노동조합과 정치 조직을 시작으로 해당 단체에 대한 복잡한 선거 절차를 규정하였다. 이들 기관은 코뮌 수준의 의회를 선출하고, 그 의회는 자치주 및 공화국 수준의 의회를 선출하게 되었다. 마지막으로, 후자의 집단은 연방 의회의 두 동등한 구성 요소인 연방 의회와 공화국 및 자치주 의회의 구성원을 선출하게 되었다.
새로운 헌법은 자주 관리 사회주의 이론의 성과를 향한 사회경제적 체제의 성문화를 더 깊이 다루었지만, 가장 논란이 많고 역사적인 결과는 유고슬라비아의 국가 조직에 대한 헌법 규정에서 비롯되었다. 이 규정은 나중에 유고슬라비아의 붕괴의 법적 근거로 사용되었고, 구유고슬라비아에서 있었던 무장 분쟁 당시 교전 당사자들에 의해 다르게 해석되었다.
새로운 헌법은 또한 연방 대통령직을 23명에서 9명으로 줄였고, 각 공화국과 자치주의 대표권을 동등하게 보장했으며, 공산주의자동맹의 대표는 당연직 지위를 갖게 되었다. 1974년 헌법은 또한 개인의 권리와 법원 절차에 대한 보호를 확대하면서도, 어떤 시민도 이런 자유를 사용하여 규정된 사회 시스템을 교란할 수 없다는 점을 강조하였다. 마지막으로, 세르비아의 두 구성 자치주인 코소보와 보이보디나는 세르비아 의회에서 사실상의 거부권을 포함하여 상당히 강화된 자치권을 부여받았다.
1974년 유고슬라비아 연방 헌법은 연방주체가 주권을 행사하고, 연방은 헌법에 의해 특별히 이양된 권한만이 있다는 개념을 도입한 1971년 유고슬라비아 연방 헌법 개정안의 원칙을 확인하고 강화하였다.
헌법은 또한 요시프 브로즈 티토를 종신 대통령으로 선포하였다.

## 배경
헌법이 채택되기에 앞서 몇 년 전에 일어난 중요한 정치적 사건들이 있었고, 이로 인해 국가의 연방화가 시작되었다. 먼저, 1966년 여름, 요시프 브로즈 티토의 가장 가까운 동지 중 한 명이었던 반연방화 지도자 알렉산다르 란코비치가 모든 직위에서 해임되었다. 에드바르드 카르델의 연방화 아이디어가 승리하였고, 이로써 유고슬라비아의 점진적인 연방화가 시작되었다. 1968년과 1971년에 연방 헌법 개정안이 채택되었고, 이를 통해 집단 지도 기관으로서 유고슬라비아 대통령직이 도입되었다 (1971년). 그해 말, 크로아티아 사회주의 공화국의 공화주의 지도부는 완전히 해임되었고, 이로 인해 그들의 민족주의 정치가 퍼졌다. 그리고 이듬해 (1972년) 가을에는 세르비아 사회주의 공화국 지도부에 대한 숙청이 이루어졌다. 이 모든 과정을 거치면서 새로운 연방 헌법을 채택할 준비가 끝났다.

## 헌법
헌법에 따르면 모든 권력은 "노동계급과 노동자"에게 있었다. 정부 구조 측면에서 유고슬라비아 내의 자치주 (보이보디나와 코소보)는 이전보다 훨씬 더 큰 권한을 부여받았다. 각 자치주에는 자치주와 당의 대표가 있었다. 그들의 영토는 자치주 의회의 결정 없이는 변경될 수 없었고, 자치주 정부는 세르비아 당국의 결정에 거부권을 행사할 권리까지 얻었다.
요시프 브로즈 티토 유고슬라비아 대통령은 헌법에서 유고슬라비아 종신 대통령으로 지정되었다. 그는 또한 공화국의 대통령이자 대통령직을 맡았다. 그의 사망 이후, 그의 모든 기능들은 유고슬라비아 대통령직으로 이관되었다.
헌법 개정안에 대한 공개 논의가 진행되는 동안, 미하일로 주리치 베오그라드 로스쿨 교수는 계획된 헌법 개정안의 시행에 반대하는 연설을 발표한 뒤 징역형을 선고받았다. 주리치 교수는 유고슬라비아가 단지 지리적 용어가 되어가고 있으며, 그 땅에는 국가 간 평등의 발전이라는 가장 하에 여러 독립적이고 갈등하는 국가들이 건국되고 있다고 지적하였다. 이에 제안된 헌법 개정안이 유고슬라비아 개체들의 국가 연합적 성격을 근본적으로 바꿀 뿐만 아니라, 그러한 국가 공동체라는 개념 자체를 거부하고 있다고 경고하였다. 각 개체에서 무엇인가가 남았다면, 그것은 변화의 다음 단계에서 우리가 끝내야 할 무언가가 있었기 때문이라는 점을 강조하였다.

## 헌법의 원칙
1974년 헌법의 총강 부분은 10가지 기본 원칙을 제시하였다.
1. 정부: 모든 민족의 자결권, 특히 분리 독립권을 포함하여,[5] 유고슬라비아는 구체적이고 공동의 이익을 달성하기 위해 형제애와 통일의 원칙에 따라 자유롭게 연합된 평등한 국가와 국적의 연방공화국으로 정의된다.[6] 국가와 국적의 주권 보유자는 헌법적 관할권 내의 공화국과 주이다. 연방 내의 의사 결정은 공화국과 주의 의사소통과 상호 권리와 의무에 기반한다. 사회경제적 관계는 사회주의적 자주 관리 제도로 확립된다.
2. 사회경제적 계획: 사회경제적 시스템의 기초는 생산 수단에 대한 사회적 소유권, 노동자의 자주 관리 및 노동의 성과를 향유할 권리, 모든 사회적 행위자의 권리와 의무에 대한 연대와 상호성이다. 헌법에 반하는 것으로는 공공 자산의 모든 형태의 사유화와 자원의 "관료적" 또는 "기술적" 강탈 또는 의사 결정의 독점이 포함된다.
3. 경제 시스템: 공공 재산에는 법적 소유권자가 없으며, 재산권자는 정치 기관도, 경제 주체도, 시민도 아니다. 노동자들은 소비와 재생산에 대한 기존 분배 기준에 의해 사회적으로 제한된 소득 분배를 결정한다. 사회적 소유권과 노동자들은 노동조합의 기본 조직으로 조직된다. 경제는 현금, 신용, 시장 시스템을 특징으로 하며, 노동조합, 자주 관리, 사회정치 조직 및 지역 사회 간의 연계, 자치적 의사소통, 사회적 합의, 업무 계획 및 개발이 규제 메커니즘의 기초로 삼는다. 교육, 과학, 문화, 의료 등의 사회 활동은 노동조합 조직과 공익을 연결하는 자치 공동체로 조직된다. 농부들의 사적 소유와 운영에서 자영업자의 업무는 노동조합 조직과 동일한 원칙에 따라 관리된다. 저개발 공화국과 주의 개발에 자금을 지원하여 경제를 조정하는 것은 유고슬라비아 차원에서 일반적인 이익으로 결정된다.
4. 사회주의적 자치 민주주의: 자본주의적 관계 수립을 목표로 하는 사회경제적, 정치적 조직에 대한 금지를 통해 보장되는 프롤레타리아 독재의 특졍 형태로 정의된다. 노동자의 권력은 노동조합, 사익 공동체, 지역 사회의 기본 조직에서의 자주 관리와 의사 결정을 통해 성취되며, 자치 조직의 관리 기관과 사회정치 조직의 의회에 대표자를 위임함으로써 성취된다. 모든 공공 기관의 업무 원칙과 자주 관리, 개인 책임, 사회 통제 및 공직자의 대체성, 합헌성 및 합법성 보호가 선언되지만, 이러한 원칙을 헌법의 틀 안에서 구현하는 데 있어 주도적 역할은 특정 정치 조직에 맡겨져 있다. 사회적 자기 보호는 모든 사회 행위자들이 자치적 헌법 질서를 보호하기 위한 활동으로 정의된다. 노동자의 사회정치적 조직의 자유는 동일시되지만, 상위 정치 조직의 헌법에 의해 지배되는 사회주의 정부 체제의 틀을 존중해야 할 의무도 포함된다.
5. 인간과 시민의 권리와 자유: 사회중릐 사회의 이익에 의해 제한된다. 과학적, 문화적, 예술적 창조의 자유가 선포되고, 교육은 과학적 사회주의 원칙에 기초되며, 사회 정책은 삶과 일의 불평등한 조건에서 오는 차이를 극복하는 데에 기초하고, 재향군인 혜택과 사회 보장이 제공되며, 환경의 보호와 개선이 도입된다.
6. 인민방위는 침략과 압력에 반대하는 평화의 부수적 정책으로, 국가의 방위력 강화에 필수적인 요소이다.  여기에는 독립, 주권, 영통 보전 및 자주 관리 체제를 수호하기 위해 모든 사회 및 정치 기관과 모든 계층의 자치 조직이 참여하는 것이 포함된다. 군대의 지휘 통합이 예상된다.
7. 유고슬라비아의 국제 관계는 평화 공존과 평등한 국가와 민족 간의 적극적 협력, 유엔 헌장의 원칙 준수, 국제적 약속 이행 및 국제 기구에서의 적극적 참여라는 원칙에 기초한다. 유고슬라비아는 다른 나라의 내정 불간섭, 사회주의적 국제주의 및 전반적인 군축을 달성하기 위한 국제 관계에서의 무력 행사 거부, 해방 투쟁을 위한 인민의 자결권, 소수자 권리 보호를 위한 사회 및 정치 조직의 독립과 자유로운 선택, 전 세계에서의 평등한 경제 관계, 국제법의 수용된 규범을 존중하는데 전념한다.
8. 정치 및 노동조합 조직의 역할: 유고슬라비아 공산주의자동맹은 헌법에 따라 사회주의 자치 관계를 보호하고 더욱 발전시키는 정치 활동의 책임을 맡는다. 유고슬라비아 노동자 사회주의동맹은 노동자와 시민으로 구성된 가장 광범위한 민주주의 전선이며, 정치적 통합과 행동을 달성하기 위해 공산주의자동맹의 지도하에 있다. 이러한 틀 안에서는 사회 문제를 논의하고, 정치적 이니셔티브를 시작하며, 의견을 조율하여 정치적 태도를 결정하는 것이 가능하다. 헌법에 위임된 사회주의동맹의 기능에는 인사 문제, 자체 및 사회정치 조직에서 대의원 후보자 결정, 자치 조직과 공직자의 관리 기관의 업무에 대한 사회적 통제권 행사, 공공 정보 시스템에 대한 영향력 행사 등이 포함된다. 자발적인 노동조합 조직은 사회주의 자주 관리 관계에 통합된다. 노동조합은 공동 작업의 관리 및 조직, 사회정치 조직에 대표를 위임하고, 자율적 의사소통 및 사회적 합의를 직접 주도하고 참여할 수 있는 권한을 가진다.
9. 유고슬라비아 공화국 헌법에 의해 수립된 사회경제적 및 정치적 시스템의 목표는 사회적 관계의 물질적 기반을 개발하고 공산주의 원칙을 달성하는 것이다: "각자의 능력에 따라 - 각자의 필요에 따라". 모든 사회적 행위자는 "인권과 자유의 실현, 사회 환경과 인간성의 인간화, 사람들 간의 연대와 인간성 강화, 인간 존엄성 존중"에 기여하고, 강압의 제거와 공동의 이익에 대한 인식을 위한 조건을 조성하는 방향으로 사람들 간의 관계를 구축하도록 초대된다.
10. 유고슬라비아 공화국 헌법 총강에 표현된 사회주의적 자주 관리 원칙에 대한 헌법 및 법률 해석의 기초.

## 자결권
이전 헌법은 공화국에 분리 독립권을 포함한 자결권이라는 헌법적 권리를 부여하였다. 1974년 헌법에서 이러한 권리는 "유고슬라비아 국가"에 속했다. 동시에 헌법에는 분리할 권리를 거부할 수 있는 여러 조항이 포함되어 있었다. 제5조에는 유고슬라비아의 국경을 변경하려면 모든 공화국과 주의 동의가 필요하다고 명시되어 있었다. 제283조는 유고슬라비아 의회에 국가의 경계를 변경할 권한을 부여하였다. 일방적 분리가 가능한지, 아니면 연방 정부와 모든 공화국 및 주가 동의해야만 가능한 것인지는 명확히 정의되지 않았다.

## 헌법의 종말
모든 선거구 가운데, 세르비아 사회주의 공화국은 1974년 헌법에 따른 국가 조직에 대해 가장 많은 의견을 제시했는데, 이는 영토 구조상 당연한 일이었다. 처음에는 세르비아가 여전히 주에 적절한 수준의 자치권을 가진 주권 공화국이었기 때문에, 연방 정부에 헌법을 제대로 해석하도록 설득해 달라고 요청하였다. 그러나 카르델 (1979년)과 티토 (1980년)의 사망 이후 공화국과 주 간의 분쟁을 중재하기란 점점 더 어려워졌다. 1980년대 중반, 세르비아 지도부는 단순히 헌법을 올바르게 해석하는 것에 그치지 않고 헌법을 개정하도록 요청하였다. 1987년 초, 세르비아 지도부의 노력 덕분에 유고슬라비아 대통령직은 130개 이상의 개정안 채택을 추진하였다. 그러나 얼마 후 세르비아 지도부 내부에 갈등이 생겼다. 1987년 9월 세르비아 공산주의자동맹 중앙위원회 제8차 대회에서 슬로보단 밀로셰비치의 사상이 승리하였다. 밀로셰비치는 1974년 헌법의 폐지를 열렬하고 강력하게 요구하였다. 1988년 말, 두 주의 지도부가 완전히 교체되었고, 1989년 봄에는 세르비아 헌법 개정안이 채택되어 주들의 권한과 권리가 크게 축소되었다. 세르비아에서 1974년 헌법 조항은 1990년 9월에 최종적으로 폐지되었으며, 세르비아는 완전히 새로운 헌법을 채택하였다.
그 사이에 다른 유고슬라비아 공화국들은 1974년 헌법을 폐지하기 시작하였다. 슬로베니아는 1990년 3월 공화국 이름에서 접두사 '사회주의'를 처음으로 삭제하고, 동시에 사회주의적 규정을 제거하는 일련의 개정안을 채택하였다. 크로아티아에서는 크로아티아 민주연합 (HDZ; 프라뇨 투지만)의 승리 이후 1990년에 "사회주의"라는 접두사를 제거하고 공화국의 상징도 바꾸는 개정안을 채택하였다. 1990년 12월 크로아티아는 새로운 헌법을 채택하였다. 1990년 가을에는 보스니아 헤르체고비나와 마케도니아의 반공주의 세력이 사회주의 체제를 철폐하며 뒤를 이었다. 몬테네그로에서는 1992년 가을에 새로운 공화국 헌법이 채택되면서 공식적으로 사회주의 체제가 철폐되었음을 알렸다.